# Suffer Well
„Suffer Well“ je píseň britské elektronické hudební skupiny Depeche Mode, vydaná ve Velké Británii 27. března 2006 jako třetí singl z alba Playing the Angel. Podobně jako „A Pain That I'm Used To“ byla v USA vydána na internetu (např. iTunes).
Je to první singl Depeche Mode, který napsal Dave Gahan. Nicméně to není jeho první singl vůbec, protože nějaké singly napsal při své sólové práci. Je to také první singl Depeche Mode, který nenapsal Martin Gore a to od „Just Can't Get Enough“ v roce 1981, který napsal Vince Clarke. Doplňková skladba k tomuto singlu je „Better Days“, která se vyznačuje industrial-punkovým stylem.